# Hanak-Inschrift
Die beschädigte urartäische Fels-Inschrift von Hanak liegt bei Hanak (Provinz Ardahan) in der Nähe des Çıldır-Sees, nordöstlich von Ardahan. Sie wurde 1985 entdeckt und wird heute im Archäologischen Museum Istanbul aufbewahrt.
Sie berichtet von einem Feldzug des urartäischen Königs Argišti I. Argišti berichtet, wie er das Land Tariu besiegte und auf seinem Weg weiterzog. Er begab sich in das Land Ḫuša, in das Land Biani und zog in das Land Ašqalaši ein. Nach dem Willen des großen Gottes Ḫaldi spricht Argišti: 

„Der König von Diaueḫe erschien vor mir im Gebiet der Stadt Ahuruani. Das Heer (?) warf ich weg, ich zerstörte das Gebiet der Stadt Ka[...]uni. Ich erbeutete (?) hier: 72080 Rinder, 7000 + x Menschen. Die einen tötete ich, die anderen ließ ich am Leben. Sechs Festungen zerstörte ich, 50 Städte verbrannte ich.“

Die wichtigste Information der Hanak-Inschrift ist ihre Lage, da sie eine urartäische Präsenz im Gebiet des Çıldır-Sees bestätigt. Die Inschrift ist keine der zusammenfassenden res gestae, wie sie in Tušpa oder den großen Festungen angebracht wurden, um die Regierungszeit eines Königs zu beschreiben, sondern wurde auf – oder wahrscheinlicher nach – einem erfolgreichen Feldzug in den eroberten Gebieten angebracht. Es ist nicht bekannt in welchem Territorium Hanak lag: möglich wären Tariu und Diauehe.
Dinçöl und Dinçöl wollen Tariu mit Hanak gleichsetzen. Biani und Huša müssten dann nördlich davon liegen, ebenso wie Ašqalaši und Aḫuria, und die Grenzen von Diaueḫe könnten bis nach Georgien reichen.